# Brasilianische Volleyballnationalmannschaft der Frauen
Die brasilianische Volleyballnationalmannschaft der Frauen ist eine Auswahl der besten brasilianischen Spielerinnen, die die Confederação Brasileira de Voleibol (CBV) bei internationalen Turnieren und Länderspielen repräsentiert. Die Brasilianerinnen gewannen zwei olympische Goldmedaillen, waren viermal Vizeweltmeisterinnen und sammelten viele Titel beim Grand Prix und der südamerikanischen Meisterschaft.

## Geschichte

### Weltmeisterschaft
Brasilien war 1956 erstmals bei der Weltmeisterschaft dabei und belegte den elften Rang. 1960 erreichte die Mannschaft im eigenen Land den fünften Platz. Zwei Jahre später wurden die brasilianischen Frauen Achter. 1967 fehlten sie bei der Endrunde und bei den nächsten beiden Turnieren 1970 und 1974 erzielten sie mit Rang 13 und 15 ihre schlechtesten Ergebnisse. Bei den Weltmeisterschaften 1978 bis 1990 wurden sie Siebter, Achter, Fünfter und nochmal Siebter. Als sie 1994 wieder Gastgeber waren, erreichten sie erstmals das WM-Finale, das sie allerdings gegen Kuba verloren. Vier Jahre später verpassten sie als Vierte knapp die Medaillenränge. Beim Turnier 2002 kamen sie nicht über den siebten Platz hinaus. 2006 wurden sie nach einem verlorenen Endspiel gegen Russland erneut Vizeweltmeister. Die gleiche Paarung gab es beim Turnier 2010 und wieder unterlagen die Brasilianerinnen. 2014 in Italien verpassten sie das Finale und wurden nach einem Sieg gegen die Gastgeber Dritter. Die WM 2018 beendeten sie auf dem siebten Rang. Bei der WM 2022 wurden sie Vizeweltmeister.

### Olympische Spiele
Die Brasilianerinnen nahmen 1980 in Moskau erstmals am olympischen Turnier teil und wurden Siebter. Seitdem waren sie immer vertreten. Bei den Spielen 1984 kamen sie erneut auf den siebten Platz und vier Jahre später wurden sie Sechste. 1992 in Barcelona verpassten sie als Vierte eine Medaille. Bei den Spielen 1996 gewannen sie dann mit einem Sieg gegen Russland Bronze. 2000 in Sydney wiederholten sie diesen Erfolg, diesmal gegen die USA. Vier Jahre später mussten sie sich im Bronze-Spiel den Kubanerinnen geschlagen geben. 2008 in Peking besiegten sie im Endspiel die USA und feierten ihren ersten Olympiasieg. 2012 in London gelang ihnen gegen den gleichen Gegner die Titelverteidigung. Beim Turnier 2016 im eigenen Land schieden sie bereits im Viertelfinale gegen China aus. Bei einem internationalen Qualifikationsturnier im heimischen Uberlândia sicherten sie sich den Startplatz für die Olympischen Spiele 2020. Bei den erst 2021 ausgetragenen Spielen von Tokio erreichten die Brasilianerinnen das Finale, das sie allerdings klar gegen die USA mit 0:3 Sätzen verloren und damit die Silbermedaille gewannen. In Paris 2024 holten sie die Bronzemedaille.

### Südamerikameisterschaft
Bei der Premiere 1951 gewann Brasilien die Volleyball-Südamerikameisterschaft im eigenen Land. Danach verteidigten die Frauen des CBV den Titel zunächst 1956 wieder gegen Uruguay und dann in drei Endspielen gegen Peru. 1964 in Buenos Aires fehlten sie zum einzigen Mal. Von 1967 bis 1997 kam es 16 Mal in Folge zum Endspiel zwischen Brasilien und Peru, wobei die Brasilianerinnen 1969, 1981, 1991, 1995 und 1997 siegten. Seit dem Titelgewinn 1995 sind sie in Südamerika ungeschlagen. Von 1999 bis 2003 setzten sie sich im Finale gegen Argentinien durch, dann zweimal gegen den Dauerrivalen Peru und weitere drei Mal gegen Argentinien. Nach dem Finalsieg 2015 gegen Peru war 2017, 2019 und 2021 Kolumbien der Gegner im Finale. Auch 2023 siegte Brasilien.

### World Cup
Beim ersten World Cup 1973 wurde Brasilien Neunter, danach fehlten sie. 1981 und 1985 verbesserten sie sich auf den achten und sechsten Platz, bevor sie das Turnier 1989 verpassten. 1991 wurden sie wieder Achter. 1995 unterlagen sie in ihrem ersten Finale Kuba. Vier Jahre später belegten sie den dritten Rang. Das Finale 2003 verloren sie gegen China ebenso wie das Endspiel 2007 gegen Italien. 2011 kamen sie auf den fünften Platz. Als Gastgeber der folgenden Olympischen Spiele nahmen sie am World Cup 2015 nicht teil. 2019 verloren sie das Spiel um den dritten Platz gegen Russland.

### Nations League
Bei der Nations League 2018 verloren die Brasilianerinnen das Spiel um den dritten Platz gegen China. Beim Turnier 2019 mussten sie sich im Finale gegen die USA im Tiebreak geschlagen geben. Sowohl 2021 als auch 2022 und 2025 wurden sie erneut zweite.

### World Grand Prix

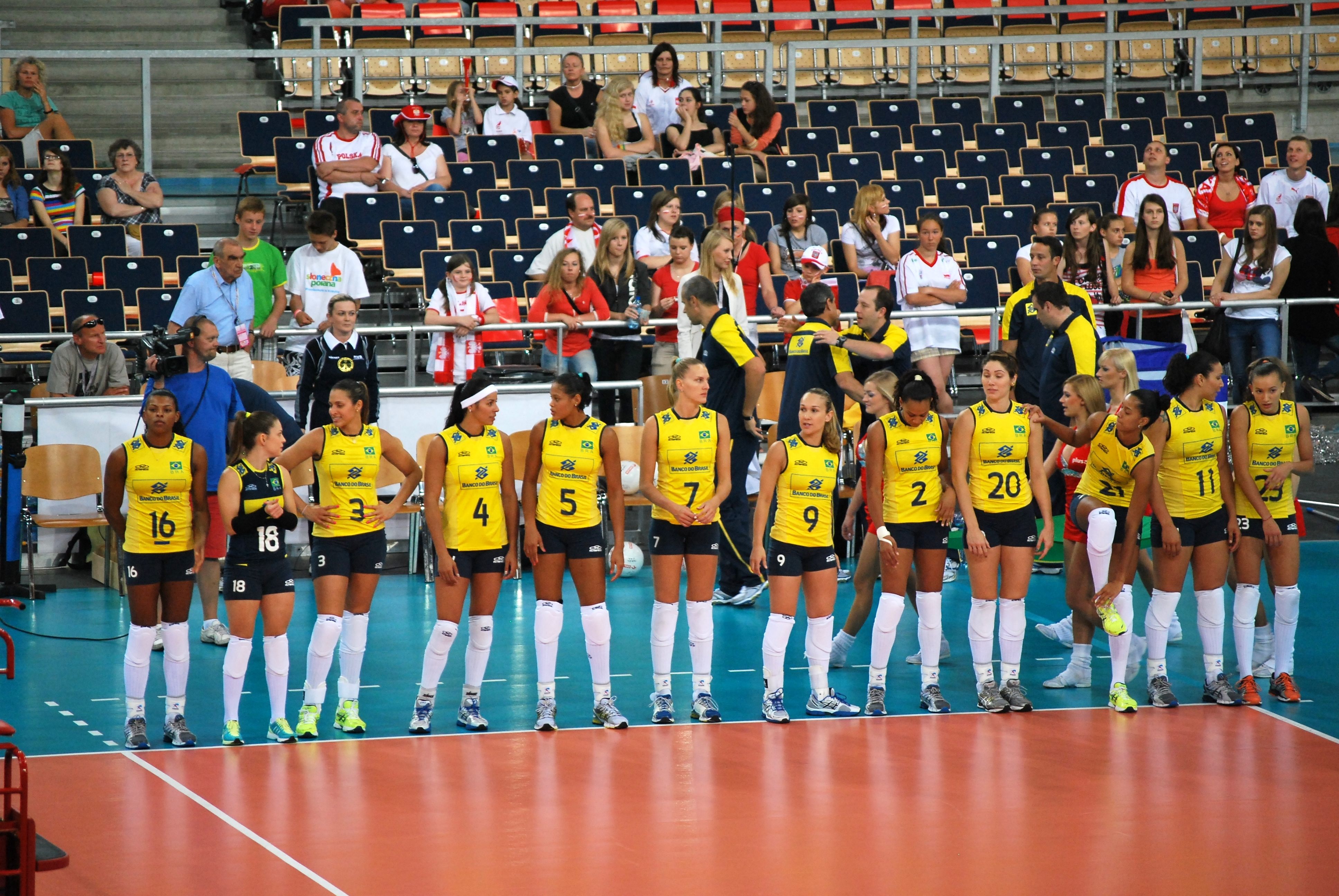
Die Nationalmannschaft beim World Grand Prix 2012

1993 belegten die Brasilianerinnen bei der Premiere des Volleyball World Grand Prix den vierten Rang. 1994 gewannen sie das Finale gegen Kuba. Nach einem verlorenen Endspiel gegen die USA 1995 gelang ihnen 1996 ein erneuter Erfolg gegen Kuba. 1997 waren sie zum einzigen Mal in diesem Wettbewerb nicht dabei. Im folgenden Jahr siegte Brasilien im Finale gegen die Russinnen, denen 1999 die Revanche gelang. Nach einem dritten Platz 2000 verpasste die Brasilianerinnen von 2001 bis 2003 mit den Plätzen fünf, vier und sieben weitere Medaillen. Anschließend gewannen sie von 2004 bis 2009 fünf von sechs Ausgaben, nur unterbrochen vom fünften Platz 2007. Von 2010 bis 2012 verloren die Südamerikanerinnen dann drei Endspiele gegen die USA. 2013 und 2014 waren sie gegen China und Japan erfolgreich. Nach dem dritten Platz 2015 gewannen sie die letzten beiden Ausgaben des Wettbewerbs im Finale gegen die USA und Italien.